# Lago Rojo (Rumanía)
El lago Rojo (en rumano: Lacul Roșu) es un espectacular y hermoso lago montañés que se encuentra a 26 kilómetros de la localidad de Gheorgheni, Judeţ de Harghita, Rumanía.

## Situación

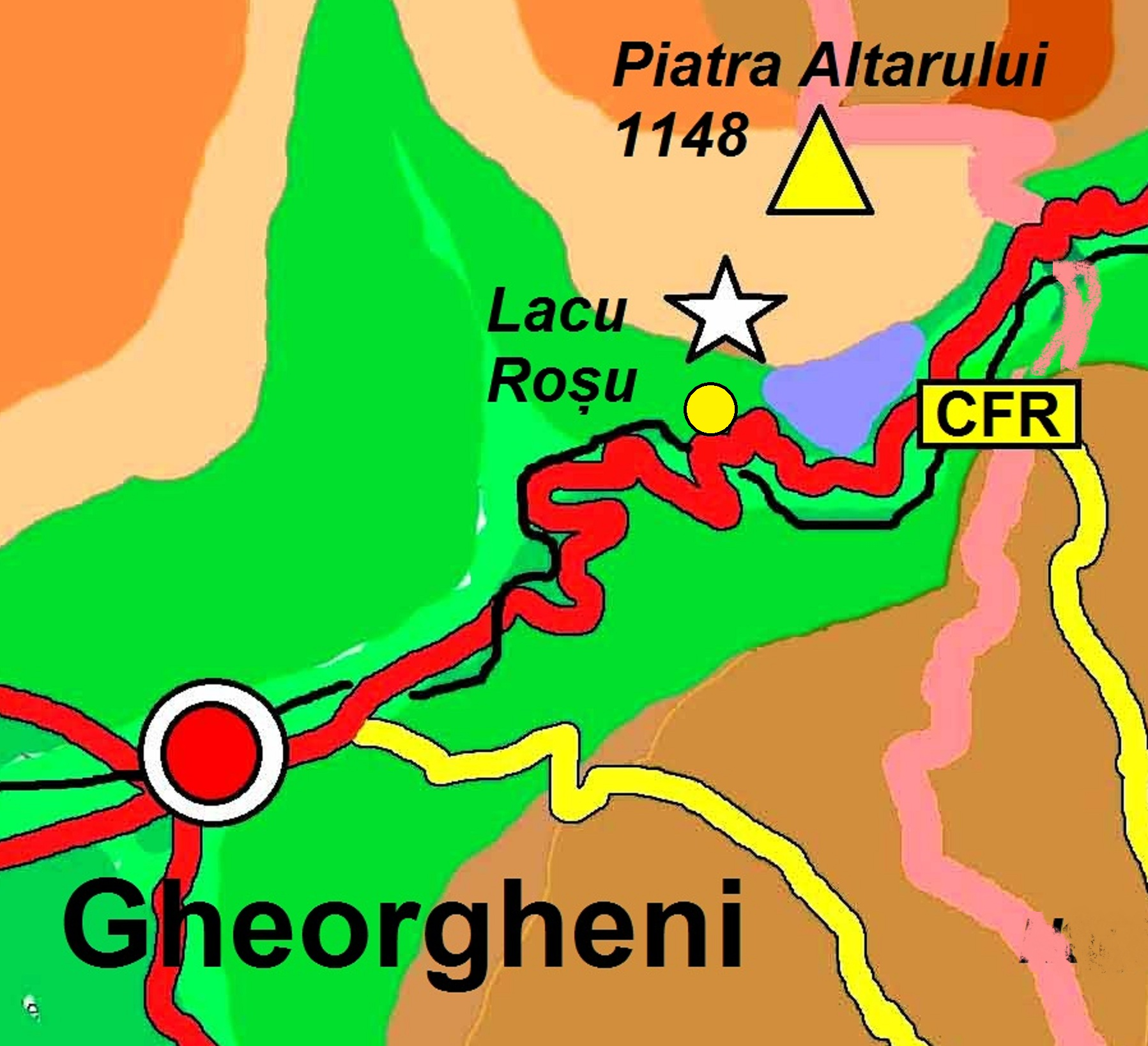
Mapa de situación del Lago Rojo.

El lago Rojo se halla a una altitud de 980 metros, tiene un tamaño de 90 hectáreas y una profundidad máxima de 10 metros. Pertenece al Parque Nacional de la Garganta del Bicaz-Hasmaș. En el lugar se ha desarrolla una incipiente industria turística, ya que son miles los visitantes que se acercan a este lugar cada año. 
Trekking, paseos en barca, alpinismo, gastronomía o turismo rural son muchos los atractivos de esta zona.

## Visita

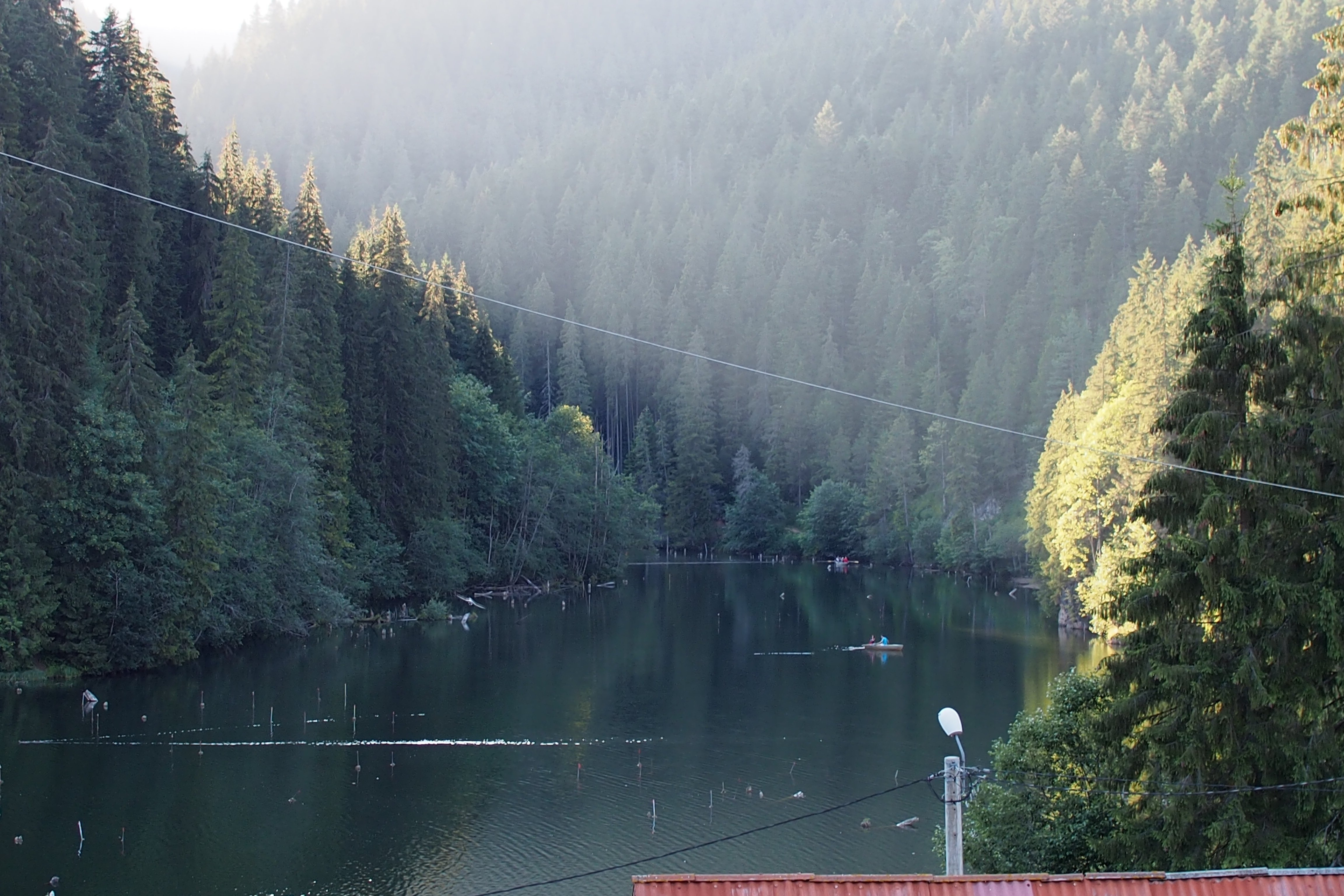
Paisaje arbóreo del lago Rojo.

El lago Rojo es la puerta natural de entrada desde el lado transilvano a la imponente Garganta del Bicaz y se puede acceder desde Gheorgheni o desde Bicaz por la carretera DN 12C.
Para los alpinistas y practicantes de trekking es un verdadero paraíso, ya que el lugar tiene imponentes montes y picos con nombres tan sugerentes como la Gran Serpentina (Serpentina Mare), la Puerta del Infierno (Poarta Iadului), la Torre Negra (Turnul Negru), la Piedra del Altar (Piatra Altarului) o el Monte Asesino (Ucigașul).

## Historia

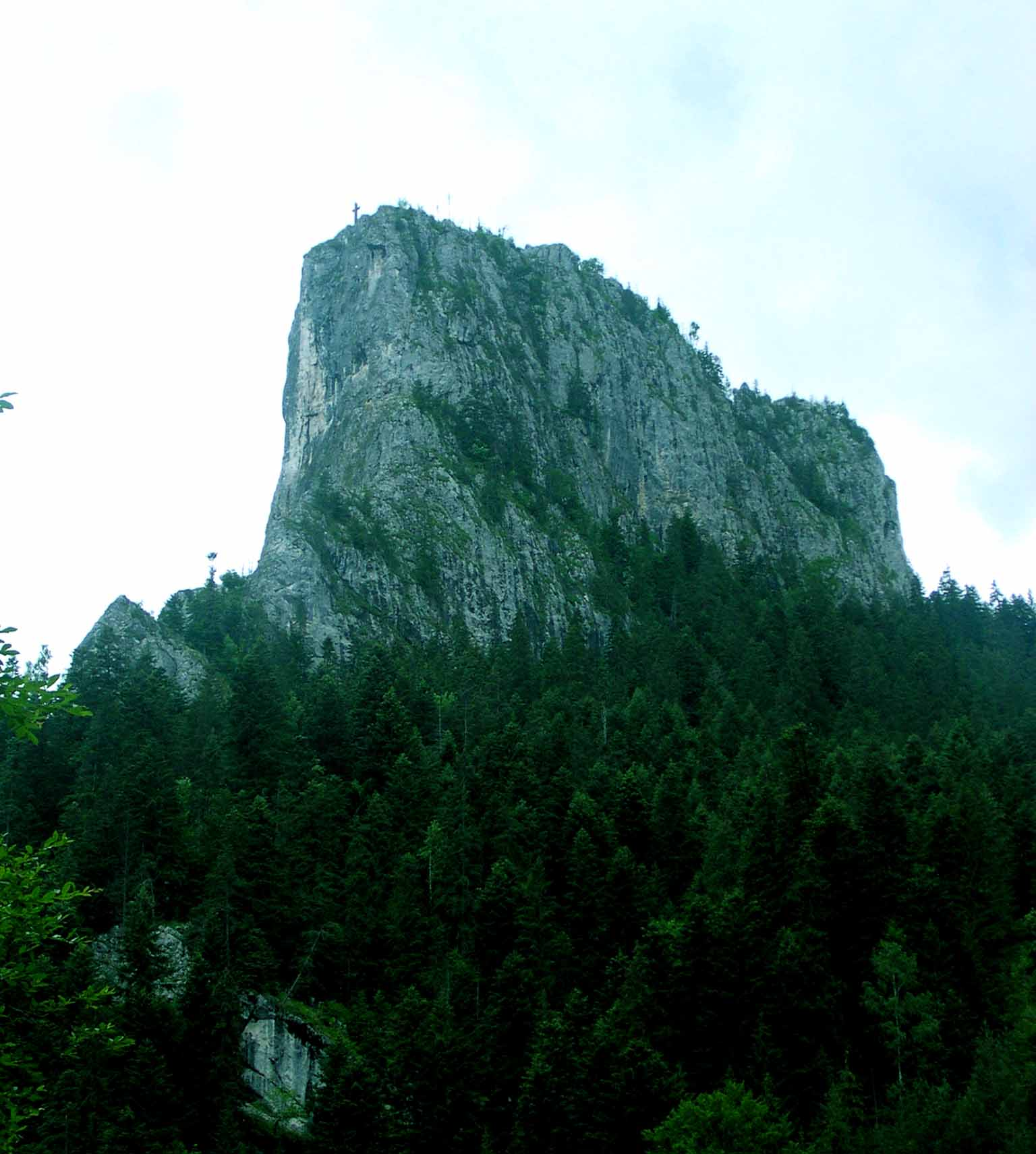
La "Piatra Altarului" nos recuerda lo agreste de la zona.

Pese a su idílica apariencia, el Lago Rojo no ha tenido precisamente una historia tranquila. Se formó en 1837 al desprenderse una ladera del Monte Ghilcoș y según parece, hubo víctimas mortales, de ahí el actual nombre del monte (Asesino).
Respecto al origen del nombre del lago, se debe a que los ríos y riachuelos que desembocan en él atraviesan terrenos con estratos de óxido de hierro. La otra gran característica excepcional de este lago es el Bosque de Árboles Petrificados que hay en el centro del mismo, fenómeno natural producido al inundarse un bosquecillo que había en la zona antes de producirse el derrumbe.